# Мультиплікатор Кейнса
Мультипліка́тор Ке́йнса, або мультиплікатор інвестицій, множник Кейнса — коефіцієнт, рівний оберненій величині граничної схильності до заощадження (MPS) або оберненій величині різниці одиниці і граничної схильності до споживання (MPC).
Цей коефіцієнт показує наскільки гранична схильність до заощадження обмежує зростання ВВП. Коли зміна компонента сукупних витрат веде до ще більшої зміни рівноважного ВВП, ця дія називається ефектом мультиплікатора.
Первинні інвестиції породжують приріст національного доходу, оскільки лише частково підуть на заощадження, частина їх буде витрачена (спожита), внаслідок чого відбудеться новий приріст національного доходу, але знову менший через заощадження, що відкладаються, і так далі.

## Механізм дії
Згідно з основним психологічним законом, люди при зростанні рівня своїх доходів схильні збільшувати своє споживання, але не в міру зростання доходів, а у меншій мірі. Іншими словами, відсоток доходу, що спрямовується на заощадження, збільшується із зростанням доходів. Якщо 90 % жителів (група А) мають дохід рівний доходу інших 10 % (Група Б), то можна припустити, що гранична схильність до заощадження (MPS) групи Б буде визначати MPS суспільства в цілому.
Кейнс називав три мотиви для заощадження:

1. Трансакцінний, тобто для домогосподарств — гроші, які будуть витрачені від зарплати до зарплати, для фірм — касовий залишок.
2. Обережність (мотив перестороги), тобто підстава для зберігання готівки полягає в тому, щоб забезпечити запас для всякого роду випадковостей, що вимагають раптових витрат, або на випадок появи несподіваних перспектив вигідних покупок, а також в прагненні зберегти майно, цінність якого фіксована в грошах, для покриття в подальшому грошових зобов'язань.
3. Спекулятивний — тобто гроші як засіб накопичення багатства.

Вплив перших двох мотивів у багатьох країнах зведений до мінімуму за рахунок безготівкової виплати зарплати і дешевих споживчих кредитів. Що стосується третього мотиву, то облігації з малою мірою ризику мають, як правило, нижчу дохідність інфляції в країнах емітентах, що, як і низька гранична ефективність капіталу викликана недоспоживанням в цих країнах. Низька гранична ефективність капіталу у свою чергу обмежує можливість інвестицій. Для публіки з «біржовою психологією» залишається чисто спекулятивна гра на біржі. Інші зберігають гроші в готівці, або в інших цінностях тих, що мають високу премію за ліквідність (земля, антикваріат і т).

## Зауваження
1. «Первинна зміна витрат» зазвичай відноситься до інвестиційних витрат, тому що інвестиції найбільш мінливі. Але зміни в споживанні, державних закупівлях, чистому експорті теж схильні до ефекту мультиплікатора.
2. «Первинна зміна у витратах» означає зміщення вгору або вниз графіка сукупних витрат в результаті зміщення вгору або вниз одного з компонентів цих витрат.
3. В другому пункті мається на увазі, що мультиплікатор діє в обох напрямах: невелике збільшення первинних витрат може привести до багатократного приросту ВВП, а невелике зменшення — до багатократного скорочення ВВП.

## Приклад
Припустимо, при MPS = 0.2 в країні зроблена інвестиція, що створює 100 робочих місць, люди отримали роботу, отримують дохід і направляють частину його на споживання. Доходи, спрямовані на споживання, збільшать споживчий попит, і для його задоволення виробники підуть на створення нових 80 робочих місць. Люди, які отримали ці робочі місця, в свою чергу, спрямовують частину доходу на споживання, що призведе до створення ще 64 робочих місць і т. д. До тих пір, поки первісна інвестиція не буде повністю поглинута заощадженням. При цьому продукт, вироблений на цих робочих місцях, збільшить ВВП. Отже, вплив разової інвестиції може позначатися на ВВП у формі суми спадної послідовності, і в підсумку значно перевищити суму інвестиції. Мультиплікатор Кейнса показує можливий ефект на ВВП від інвестицій при заданій MPS.

## Історія створення
Пояснення граничної схильності до споживання Кейнс пов'язав зі своєю теорією мультиплікатора. Мультиплікатор був введений як величина, залежна від граничної схильності до споживання. Саме слово «мультиплікатор» використовують для позначення чисельного коефіцієнта, що показує, у скільки разів зросте одна величина при зміні іншої. Так, всякі витрати (наприклад, витрати держави, що здійснює широкомасштабні громадські роботи), народжуючи «первинну» зайнятість, викликають нову купівельну спроможність з боку робітників або підприємств, залучених до цих робіт, оскільки вони отримують за виконану роботу грошову винагороду. Таким чином виникає новий попит, який сам стає джерелом нової, вторинної зайнятості. Так само може виникати нова третинна, четвертинна зайнятість і т. д.

Кожна зайнятість є похідною від якоїсь зайнятості, створеної спочатку. Мультиплікатор, тобто коефіцієнт, який треба врахувати при визначенні загальної, новоствореної зайнятості, залежить від розмірів витрачених на кожному новому етапі сум грошей. Така залежність називається мультиплікатором зайнятості або на ім'я його автора мультіплікатором Кана і записується в такий спосіб:

{\displaystyle M={\frac {1}{1-K}}},

де К — частина первинних витрат на розширення зайнятості.

Кейнс розвинув цю ідею і запропонував мультиплікатор накопичення, названий згодом його іменем. Він дозволяє обчислити, у скільки разів зросте національний дохід при даному зростанні інвестицій. Величина мультиплікатора Кейнса тим більша, чим більша гранична схильність до споживання: 

{\displaystyle M={\frac {1}{1-{\frac {\Delta \mathbb {C} }{\Delta \mathbb {R} }}}}}, 

де {\displaystyle {\frac {\Delta \mathbb {C} }{\Delta \mathbb {R} }}} — гранична схильність до споживання.

Пояснимо цю термінологію на прикладах. 

Якщо приріст інвестицій на 5 млрд. дол. спричиняє зростання доходу в обсязі 15 млрд. дол., то мультиплікатор дорівнює 3. Якщо зростання доходу складе 20 млрд. дол., то мультиплікатор дорівнює 4. Візьмемо інший приклад: якщо для будівництва гаража залучаються незайняті ресурси на 1000 дол., то тут буде мати місце вторинне розширення національного доходу і виробництва на додаток до первинних інвестицій. Так, теслі і муляри отримають 1000 дол. додаткового доходу. Далі, якщо вони, наприклад, мають граничну схильність до споживання на рівні 2/3, то витратять 666,67 дол. на нові споживчі товари. Виробники цих товарів отримають 666,67 дол. додаткового доходу. Якщо їх гранична схильність до споживання також дорівнює 2/3, то вони в свою чергу витратять 444,44 дол. або 2/3 від 666,67 дол. (або 2/3 від 2/3 з 1000 дол.). Так процес триватиме з кожним новим колом витрат і буде складати 2/3 попереднього кола. Таким чином, маємо: 1000 + 666,67 + 444,44 + 296,30 + … = 3000 дол. Звідси видно, що при граничній схильності до споживання на рівні 2/3 мультиплікатор дорівнює 3, тобто: 

Мк = 1 / (1 — 2/3) = 3.